# Atopsyche incatupac
Atopsyche incatupac är en nattsländeart som beskrevs av Schmid 1989. Atopsyche incatupac ingår i släktet Atopsyche och familjen Hydrobiosidae. Inga underarter finns listade i Catalogue of Life.